# ABC (singolo The Jackson 5)
ABC è un singolo del gruppo musicale statunitense The Jackson 5 pubblicato il 24 febbraio 1970.
Raggiunse la prima posizione della classifica di Billboard e ci restò due settimane, secondo singolo del gruppo a riuscirci dopo I Want You Back.
Nel 2011 il cast della serie televisiva Glee ha pubblicato una cover della canzone, che ha debuttato all'88º posto della classifica di Billboard.

## Classifiche
| Classifica (1970)            | Posizione massima |
| ---------------------------- | ----------------- |
| Classifica ufficiale singoli | 8                 |
| Billboard (USA)              | 1                 |
| Classifica (2009)            | Posizione massima |
| Australia                    | 43                |
| Irlanda                      | 38                |
| Classifica ufficiale singoli | 50                |

## Parodia
La canzone è stata parodiata dai Stay Human e da Jon Batiste, band leader dello show di Stephen Colbert, in uno sketch divertente e spiritoso per il suo Late Show, chiamato Jon Batiste Sings Classic Valentine's Day Black History Month Love Songs, che parodia canzoni di successo di 60 ', 70' e 80 ' trasformando il loro testo originale in canzoni omaggio a grandi celebrità e attivisti neri del XXa secolo, in questo caso il leggendario leader dei diritti civili Martin Luther King Jr. e il presidente al momento del suo lavoro, il democratico Lyndon B. Johnson, che si unirono insieme nella realtà per combattere assieme il Ku Klux Klan (nella canzone KKK), che Batiste dice allegramente alla fine di "andare a quel paese".
Il testo della parodia si propone in questa maniera:

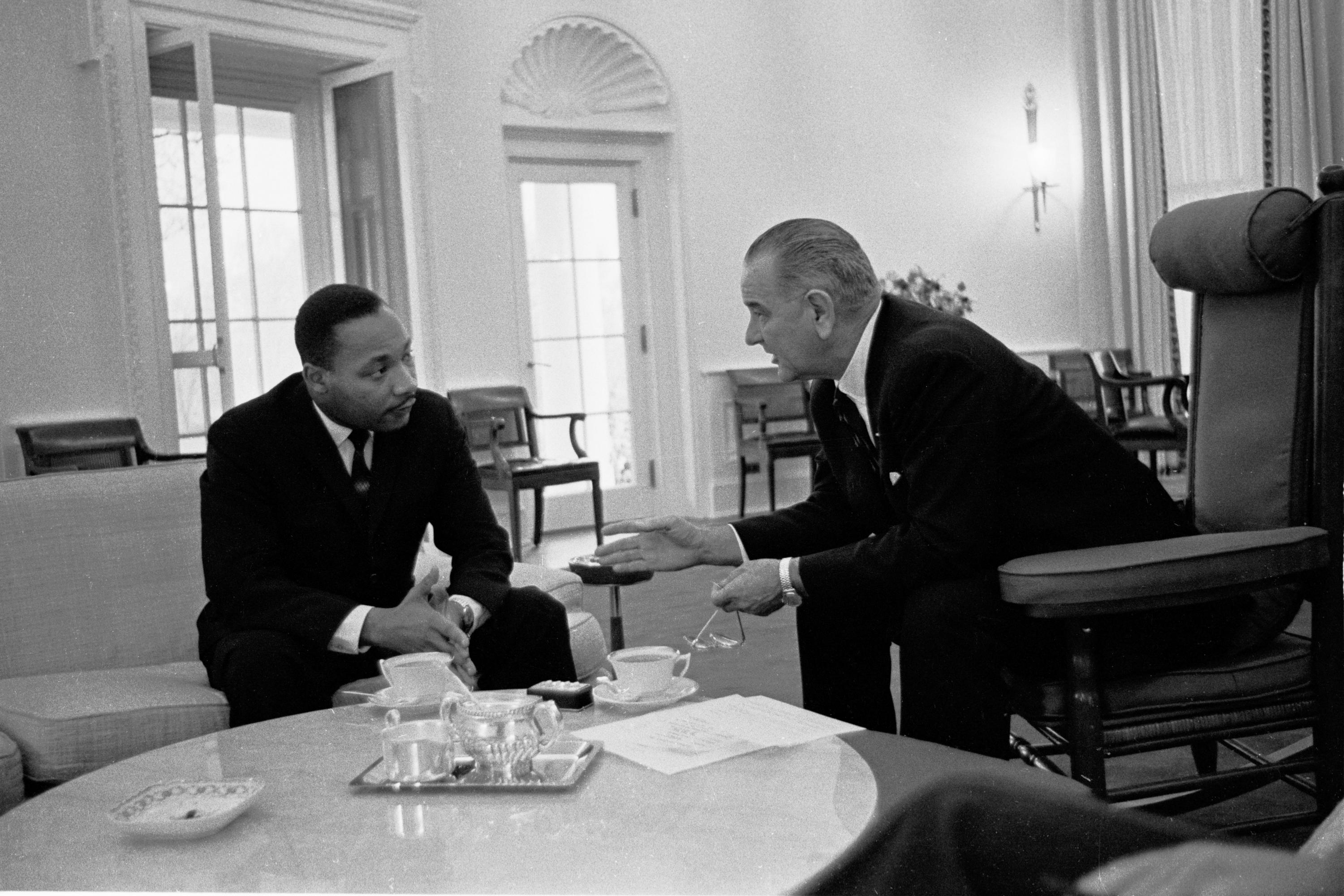
Martin Luther King, Jr. e Lyndon Johnson insieme in una foto d'archivio. Tutti e due sono i protagonisti della parodia della canzone proposta da Batiste.